# Brzi i žestoki: Tokio drift
Brzi i žestoki: Tokio drift (eng. The Fast and the Furious: Tokyo drift), američki akcijski film redatelja Justina Lina iz 2006. godine i treći film iz serijala. Za razliku od prethodna dva filma, u ovom dijelu ne pojavljuje se nijedan lik iz originala i nastavka, izuzev cameo uloge Vina Diesela.
Film je sniman na lokacijama u Tokiju i Los Angelesu, a premijerno je prikazan u kinima 16. lipnja 2006. U prvom vikendu prikazivanja, film je ostvario prihod od 23.973.840 USD, a do rujna je uprihodio 62.494.975 USD.

## Radnja
Srednjoškolac Sean Boswell (Lucas Black) je utrkujući se doživio još jednu u nizu prometnih nezgoda. Zbog niza prekršaja i problema s policijom, majka ga odluči poslati k ocu, mornaričkom časniku koji je stacioniran u Tokiju, Japan.
Pokušavajući se prilagoditi životu u nepoznatoj sredini, Sean upoznaje lijepu Neelu (Nathalie Kelley) i Afroamerikanca Twinkija (Bow Wow) koji ga upoznaje s drifting utrkama. Sean se uskoro sukobljava s Takashijem (Brian Tee), poznatim kao DK (Drift King), nećakom lokalnog šefa yakuze, zbog toga što je razgovarao s Neelom, njegovom curom. DK izaziva Sean na utrku, prilikom čega, Sean nenaviknut na drifting stil, klizanje automobilom, gubi utrku i uništava auto koje mu je posudio DK-ov poslovni partner, Han (Sung Kang).
Sean se zaposli kod Hana kako bi mu isplatio slupani automobil te postaju prijatelji. Han ga odluči naučiti driftanje, jer je Sean jedini koji se ne boji DK-a. Istodobno, razvija se ljubav između Seana i Neele, što nije promaklo DK-u koji pretuče Seana, zbog čega ga Neela ostavlja. Uskoro dolazi do konfrotacije između Seana i DK-a tijekom koje Han pogiba, a Sean odlučuje pobijediti i poniziti DK-a te ga ocrniti pred očima njegova strica Kamata (Sonny Chiba). Sean predlaže DK-u utrku kojom će odlučiti tko napušta Tokio. U dramatičnoj utrci, Sean uspjeva pobijediti, a poraženog DK-a stric tjera iz Tokija.
Novog Drift Kinga, Seana, pred kraj filma, izaziva na utrku nepoznati vozač za kojeg se ispostavlja da je Dominic Torreto (Vin Diesel).

## Glavne uloge
- Lucas Black - Sean Boswell; američki adolescent koji zbog izazivanja prometnih nesreća i sukoba sa zakonom odlazi u Japan kod oca, časnika američke ratne mornarice. Strast prema brzim automobilima i ovoga ga puta dovodi u neprilike, a k tome zaljubljuje se i u Neelu, curu svog rivala.
- Bow Wow - Twinkie; američki državljanin, sin pripadnika američke vojske, Seanov i Hanov prijatelj. Bavi se prodajom raznovrsnog asortimana proizvoda, ne uvijek provjerene kvalitete.
- Sung Kang - Han; Takashijev poslovni partner i prijatelj. Uzima Seana pod svoju zaštitu i uči ga driftati.
- Brian Tee - Takashi (DK); prvak u driftanju, nećak lokalnog šefa jakuza Kamate, Hanov poslovni partner i Neelin dečko.
- Nathalie Kelley - Neela; djevojka australskog podrijetla koju su kao malenu usvojili članovi Takeshijeve obitelji. Zaljubljuje se u Seana.
- Sonny Chiba - Kamata; lokalni šef jakuza i Takashijev stric.
- Brian Goodman - poručnik Boswell; Seanov otac.

## Zanimljivosti
- Događaji iz ovog filma događaju se kronološki nakon radnje iz filmova Brzi i žestoki: Povratak i Brzi i žestoki 5. Naime, u početnoj sceni filma Brzi i žestoki: Povratak, Dom i Han rade zajedno, nakon čega Han odluči otići u Japan.[1]